# MKS Gaudia Trzebnica
MMKS Gaudia Budmel Trzebnica – polski kobiecy klub siatkarski z Trzebnicy.

## Kalendarium
- 1976 – Powstanie w Liceum Ogólnokształcącym w Trzebnicy klas sportowych o specjalizacji – piłka siatkowa.
- 1977 – Początek działalności Międzyszkolnego Klubu Sportowego Gaudia.
- 1981 – Awans MKS „Gaudia” do ligi makroregionalnej – trener Władysław Zięba.
- 1986 – Zdobycie brązowego medalu Mistrzostw Polski SZS – trener Krzysztof Durbajło.
- 1988 – Zdobycie srebrnego medalu Mistrzostw Polski SZS – trener Władysław Zięba.
- 1989 – Mistrzostwo MR dolnośląskiego juniorek młodszych i udział w Ogólnopolskiej Spartakiadzie Młodzieży w Kielcach – IX miejsce – trener Władysław Zięba.
- 1989 – Historyczny – pierwszy awans „Gaudii” do II ligi – trener Władysław Zięba.
- 1989 – 1994 – Pięć sezonów występów trzebnickich siatkarek w II lidze.
- 1993 – Mistrzostwo MR dolnośląskiego młodziczek i udział w Ogólnopolskich Igrzyskach Młodzieży Szkolnej w Elblągu – V miejsce – trener Jarosław Jeżewski.
- 1997 – Po wygraniu ligi MR i zwycięstwie w finale w Białymstoku „Gaudia” na rok powraca w szeregi drugoligowców – trener Jarosław Jeżewski.
- 2000 – Po trzech sezonach gry w lidze MR – MKS „Gaudia” po raz trzeci awansuje do II ligi – trener Władysław Zięba.
- 2001 – VI miejsce juniorek w MP w Kaliszu – trener Władysław Zięba.
- 2002 – VI miejsce juniorek w Mistrzostwach Polski w Mielcu – trener Władysław Zięba, III miejsce młodziczek w Półfinale Mistrzostw Polski w Łańcucie – trener Jarosław Jeżewski
- 2006 – I miejsce w III lidze – trener Jarosław Jeżewski,

II miejsce w Mistrzostwach Województwa Dolnośląskiego juniorek – trener Jarosław Jeżewski,
IV miejsce w Półfinale Mistrzostw Polski juniorek w Łodzi (XIII miejsce w Polsce) – trener Jarosław Jeżewski
III miejsce w Mistrzostwach Województwa Dolnośląskiego kadetek – trener Joanna Pilip
III miejsce w turnieju barażowym i awans do II ligi. – trener Jarosław Jeżewski.
- 2011 - awans do I ligi – trener Jarosław Jeżewski.